# Kåmmehav
Kåmmehav är en sjö i Norrköpings kommun i Östergötland och ingår i Motala ströms huvudavrinningsområde. Sjöns area är 0,013 kvadratkilometer och den är belägen 120 meter över havet.